# 2012 UEFA 챔피언스리그 결승전
2012 UEFA 챔피언스리그 결승전은 2012년 5월 19일 독일 뮌헨에 위치한 푸스발 아레나 뮌헨에서 열린 축구 경기이다. 이번 시즌은 UEFA 챔피언스리그의 57번째 대회이며, 명칭을 현재의 챔피언스리그로 개편한 이후로는 20번째 대회이다. 경기는 중앙유럽 표준시 기준으로 20시 45분부터 열렸다.
양 팀 모두 이전에 결승전에서 맞붙은 적은 없다. 바이에른은 8번의 결승 진출과 4번의 우승을 거두었으며, 최근에 진출한 결승전은 2010년 인테르나치오날레와의 경기이다. 첼시는 2008년에 단 한 차례 결승에 오른적이 있다. 그 당시 결승 상대가 맨체스터 Utd에 1:1이었지만 승부차기 끝에 패배했다.
결승전이 있기까지 바이에른은 바젤, 마르세유, 레알 마드리드를 물리쳤으며, 첼시는 나폴리, 벤피카, 그리고 전 대회 우승팀인 바르셀로나를 각각 물리쳤다. 양팀 모두 자국 리그 (푸스발-분데스리가 2011-12와 프리미어리그 2011-12)에서 우승을 놓친 상태이나, 컵 경기에서는 (DFB-포칼과 FA컵) 결승에 진출하였다. 첼시는 FA컵에서 리버풀을 물리치고 우승을 차지하였으나, 뮌헨은 DFB 포칼에서 도르트문트에 패하여 준우승에 그쳤다.
2005년 알리안츠 아레나는 "푸스발 아레나 뮌헨"이라는 명칭으로 챔피언스리그 결승전을 개최한바 있다. 이번 결승에서 바이에른은 자신의 홈구장에서 경기를 치르게 되었으며, 이는 챔피언스리그로 개명된 이래 홈팀이 결승에 진출한 첫 번째 경기이다.
경기는 전반적으로 바이에른 뮌헨이 이끌어갔으며, 전반에 득점없이 마쳤으나 후반 38분 바이에른 뮌헨의 토마스 뮐러가 선제골을 넣으며 분위기는 굳어가는 듯했으나 5분뒤 첼시의 디디에 드로그바가 동점골을 넣으며, 승부를 원점으로 돌렸다. 연장전까지 갔고 연장 전반 5분 디디에 드로그바의 반칙으로 얻어낸 페널티킥을 아르연 로번이 실축하면서 유리한 고지를 놓치고 말았다. 연장 전반 후반 모두 득점없이 마쳤으며 경기는 결국 승부차기에 이르렀고, 첼시가 4-3으로 승리하며, 구단 역사상 챔피언스리그 첫 우승을 차지하였다.
이 경기의 승자인 첼시는 2011-12년 UEFA 유로파리그의 승자인 아틀레티코 마드리드와 2012년 UEFA 슈퍼컵을 놓고 다투게 되며, 2012년 FIFA 클럽 월드컵에 UEFA 대표로서 진출할 자격이 주어졌다.

## 경기장

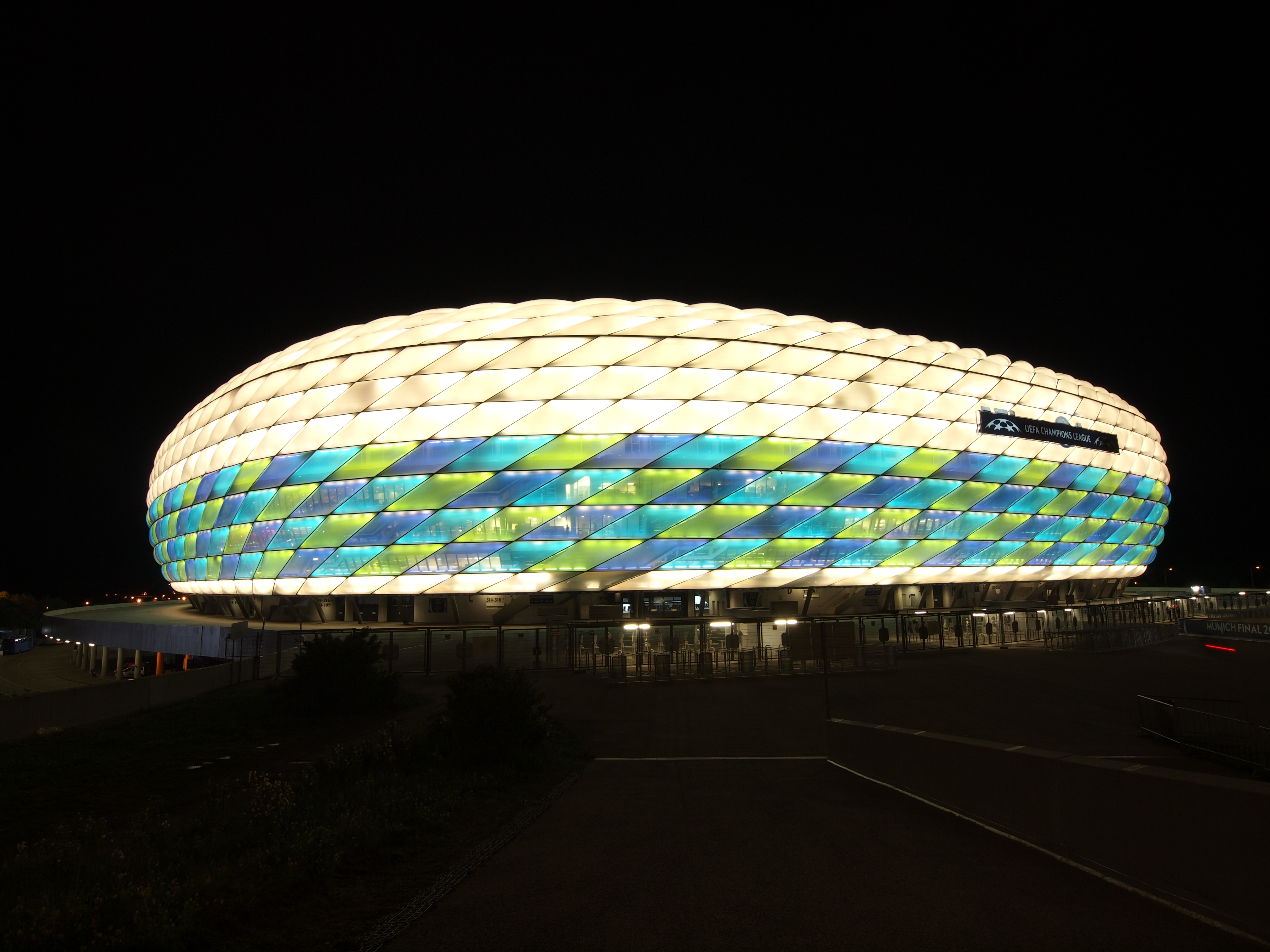
결승전 경기에서의 알리안츠 아레나.

알리안츠 아레나는 2010년 1월 30일에 2012년 챔피언스리그 결승전 장소로 채택되었다. 물론 UEFA는 공식 명칭에 기업체의 이름을 사용하는 대신 "푸스발 아레나 뮌헨"이라는 이름을 사용토록 하였다. 2005년에 완공된 이 경기장은 바이에른 뮌헨과 TSV 1860 뮌헨의 홈 구장이며, 2006 FIFA 월드컵에서 개막전을 포함한 6경기를 치르기도 하였다.
바이에른 뮌헨과 1860 뮌헨은 2005년 알리안츠 아레나가 개장하기 전까지 뮌헨 올림픽 스타디움을 홈 구장으로 사용하였으며, 올림픽 경기장은 1979년, 1983년, 1997년 챔피언스리그 결승전을 개최한 적 있다. 이 경기는 뮌헨 올림픽 스타디움에서도 대형 화면으로 생중계하며, 경기 수용 인원은 65,000명이다.

## 배경
첼시는 준결승에서 전 대회 우승팀인 바르셀로나를 합계 3-2로 물리쳤고, 뮌헨은 레알 마드리드와 합계 3-3 동률을 이루었으나, 승부차기에서 3–1로 승리하였다.
두 팀 모두 지난 4년이내에 챔피언스리그 결승에서 패한 적이 있는데, 바이에른은 2010년 인테르나치오날레에게 0–2로 패하였으며, 첼시는 2008년에 |맨체스터 Utd와 1-1 무승부를 거두었으나 승부차기에서 패하였다. 첼시가 결승에 단 한번 진출한 것에 반해, 바이에른은 8번의 결승 진출(1974, 1975, 1976, 1982, 1987, 1999, 2001, 2010) 중 4번의 우승(1974, 1975, 1976, 2001)을 기록하였다. 양 팀은 UEFA 챔피언스리그 2004-05에서 단 한 차례 맞붙은 적이 있으며, 첼시가 합계 6-5로 승리하였다.
이번 경기는 챔피언스리그로 개명된 이래 홈팀이 결승에 진출한 첫 번째 경기이며, 유로피언 컵 시대에는 1957년, 1965년, 1984년에 이러한 경우가 있었다. 또한 이 경기는 2007년 이후 처음으로 자국 리그에서 우승하지 못한 두 팀 간의 경기이기도 하다.

## 출장 정지 선수
두 팀 모두 출장 정지 선수가 있었다. 바이에른은 데이비드 알라바, 홀거 바트슈투버, 루이스 구스타부가, 첼시는 브라니슬라프 이바노비치, 하울 메이렐레스, 하미레스, 존 테리가 각각 출장할 수 없었다.
존 테리는 준결승 2차전에서 받은 퇴장으로 인해 결승 경기에 출전할 수 없게 되었다. 다른 여섯명의 선수들은 준결승까지의 경고 누적으로 인해 참가할 수 없다. FIFPro는 UEFA에 경고 누적 선수에 한해 결승전 출전 자격을 완화해 달라는 요청을 하였으나, UEFA는 이를 거절하였다. UEFA는 대신 첼시가 우승할 경우 존 테리가 주장 자격으로 경기 이후 행사에 참여할 수 있게 하였다. 한편, 이바노비치는 자신이 결승전에 출전할 수 없다는 사실을 나중에야 알기도 하였다.

## 결승까지의 경기
| 팀            | 전 | 승 | 무 | 패 | 득 | 실 | 차  | 점수 |
| ------------- | -- | -- | -- | -- | -- | -- | --- | ---- |
| 바이에른 뮌헨 | 6  | 4  | 1  | 1  | 11 | 6  | +5  | 13   |
| 나폴리        | 6  | 3  | 2  | 1  | 10 | 6  | +4  | 11   |
| 맨체스터 시티 | 6  | 3  | 1  | 2  | 9  | 6  | +3  | 10   |
| 비야레알      | 6  | 0  | 0  | 6  | 2  | 14 | −12 | 0    |

| 팀       | 전 | 승 | 무 | 패 | 득 | 실 | 차  | 점수 |
| -------- | -- | -- | -- | -- | -- | -- | --- | ---- |
| 첼시     | 6  | 3  | 2  | 1  | 13 | 4  | +9  | 11   |
| 레버쿠젠 | 6  | 3  | 1  | 2  | 8  | 8  | 0   | 10   |
| 발렌시아 | 6  | 2  | 2  | 2  | 12 | 7  | +5  | 8    |
| 헹크     | 6  | 0  | 3  | 3  | 2  | 16 | −14 | 3    |

## 경기 전

### 예매
UEFA는 양팀에게 각각 17,500장의 티켓을 분배하여 자신들의 서포터즈에게 판매할 수 있게 하였으며, 7,000장의 표는 UEFA.com을 통해 전 세계에서 예매신청을 받고 있다. 남는 표는 지역 위원회와 53개 회원국 축구 협회, 중계 회사에서 자체적으로 판매하도록 하였다.

### 기타
결승 기념 축제는 5월 16일부터 19일까지 뮌헨 올림픽공원에서 열렸으며, 공식적인 스크린 행사는 경기가 펼쳐지는 동안 뮌헨 올림픽 스타디움에서 열렸다. 추가적으로 5월 17일 뮌헨 올림픽 스타디움에서는 2012 UEFA 여자 챔피언스리그 결승이 치러졌다.
관중은 바이에른과 첼시의 팬들이 반반씩 채워졌다.

## 경기
| 바이에른 뮌헨                                  | 1 – 1 (연장전) (연장전) | 첼시                                   |
| ---------------------------------------------- | ----------------------- | -------------------------------------- |
| 뮐러 83′                                       | 리포트                  | 드로그바 88′                           |
| 승부차기                                       |                         |                                        |
| 람 · 고메즈 · 노이어 · 올리치 · 슈바인슈타이거 | 3 – 4                   | 마타 · 루이스 · 램파드 · 콜 · 드로그바 |

| 바이에른 · 뮌헨 | 첼시 |

|               |    |                          |    |     |
|               |    |                          |    |     |
| GK            | 1  | 마누엘 노이어            |    |     |
| RB            | 21 | 필리프 람 (주장)         |    |     |
| CB            | 44 | 아나톨리 티모슈크        |    |     |
| CB            | 17 | 제롬 보아텡              |    |     |
| LB            | 26 | 디에고 콘텐토            |    |     |
| DM            | 31 | 바스티안 슈바인슈타이거0 | 2′ |     |
| DM            | 39 | 토니 크로스              |    |     |
| RW            | 10 | 아르연 로번              |    |     |
| AM            | 25 | 토마스 뮐러              |    | 87′ |
| LW            | 7  | 프랑크 리베리            |    | 97′ |
| CF            | 33 | 마리오 고메스            |    |     |
| 교체 명단:    |    |                          |    |     |
| GK            | 22 | 한스외르크 부트          |    |     |
| DF            | 5  | 다니엘 판 바위턴         |    | 87′ |
| DF            | 13 | 하피냐                   |    |     |
| MF            | 14 | 우사미 다카시            |    |     |
| MF            | 23 | 다니옐 프라니치          |    |     |
| FW            | 9  | 닐스 페테르젠            |    |     |
| FW            | 11 | 이비차 올리치            |    | 97′ |
| 감독:         |    |                          |    |     |
| 유프 하인케스 |    |                          |    |     |

| GK                 | 1  | 페트르 체흐          |      |     |
| RB                 | 17 | 조제 보싱와          |      |     |
| CB                 | 24 | 게리 케이힐          |      |     |
| CB                 | 4  | 다비드 루이스        | 86′  |     |
| LB                 | 3  | 애슐리 콜            | 81′  |     |
| DM                 | 12 | 존 오비 미켈         |      |     |
| CM                 | 8  | 프랭크 램파드 (주장) |      |     |
| RW                 | 21 | 살로몽 칼루          |      | 84′ |
| AM                 | 10 | 후안 마타            |      |     |
| LW                 | 34 | 라이언 버트란드      |      | 73′ |
| CF                 | 11 | 디디에 드로그바      | 93′  |     |
| 교체 명단:         |    |                      |      |     |
| GK                 | 22 | 로스 턴불            |      |     |
| DF                 | 19 | 파울루 페헤이라      |      |     |
| MF                 | 5  | 마이클 에시엔        |      |     |
| MF                 | 6  | 오리올 로메우        |      |     |
| MF                 | 15 | 플로랑 말루다        |      | 73′ |
| FW                 | 23 | 다니엘 스터리지      |      |     |
| FW                 | 9  | 페르난도 토레스      | 120′ | 84′ |
| 감독:              |    |                      |      |     |
| 로베르토 디 마테오 |    |                      |      |     |

| UEFA 선정 맨 오브 더 매치: 디디에 드로그바 (첼시) 팬 선정 맨 오브 더 매치: 페트르 체흐 (첼시) 부심: 베르티누 미란다 (포르투갈) 히카르두 산투스 (포르투갈) 제4심판: 카를로스 벨라스코 카르바요 (스페인) 대기심: 마누엘 지 소자 (포르투갈) 두아르트 고메스 (포르투갈) | 경기 규칙 - 90분 - 필요시 연장전 - 결정이 나지 않을 시 승부차기 - 7명의 교체 명단 - 3명 교체 가능 |

### 통계
|            | 뮌헨 | 첼시 |
| ---------- | ---- | ---- |
| 득점       | 0    | 0    |
| 슈팅       | 13   | 2    |
| 유효 슈팅  | 2    | 1    |
| 선방       | 1    | 2    |
| 점유율     | 60%  | 40%  |
| 코너킥     | 8    | 0    |
| 반칙       | 4    | 9    |
| 오프사이드 | 0    | 1    |
| 경고       | 1    | 0    |
| 퇴장       | 0    | 0    |

|            | 뮌헨 | 첼시 |
| ---------- | ---- | ---- |
| 득점       | 1    | 1    |
| 슈팅       | 14   | 5    |
| 유효 슈팅  | 4    | 2    |
| 선방       | 1    | 3    |
| 점유율     | 52%  | 48%  |
| 코너킥     | 9    | 1    |
| 반칙       | 6    | 9    |
| 오프사이드 | 1    | 0    |
| 경고       | 0    | 2    |
| 퇴장       | 0    | 0    |

|            | 뮌헨 | 첼시 |
| ---------- | ---- | ---- |
| 득점       | 0    | 0    |
| 슈팅       | 8    | 2    |
| 유효 슈팅  | 1    | 0    |
| 선방       | 0    | 1    |
| 점유율     | 59%  | 41%  |
| 코너킥     | 3    | 0    |
| 반칙       | 4    | 8    |
| 오프사이드 | 0    | 1    |
| 경고       | 0    | 2    |
| 퇴장       | 0    | 0    |

|            | 뮌헨 | 첼시 |
| ---------- | ---- | ---- |
| 득점       | 1    | 1    |
| 슈팅       | 35   | 9    |
| 유효 슈팅  | 7    | 3    |
| 선방       | 2    | 6    |
| 점유율     | 56%  | 44%  |
| 코너킥     | 20   | 1    |
| 반칙       | 14   | 26   |
| 오프사이드 | 1    | 2    |
| 경고       | 1    | 4    |
| 퇴장       | 0    | 0    |

## 갤러리

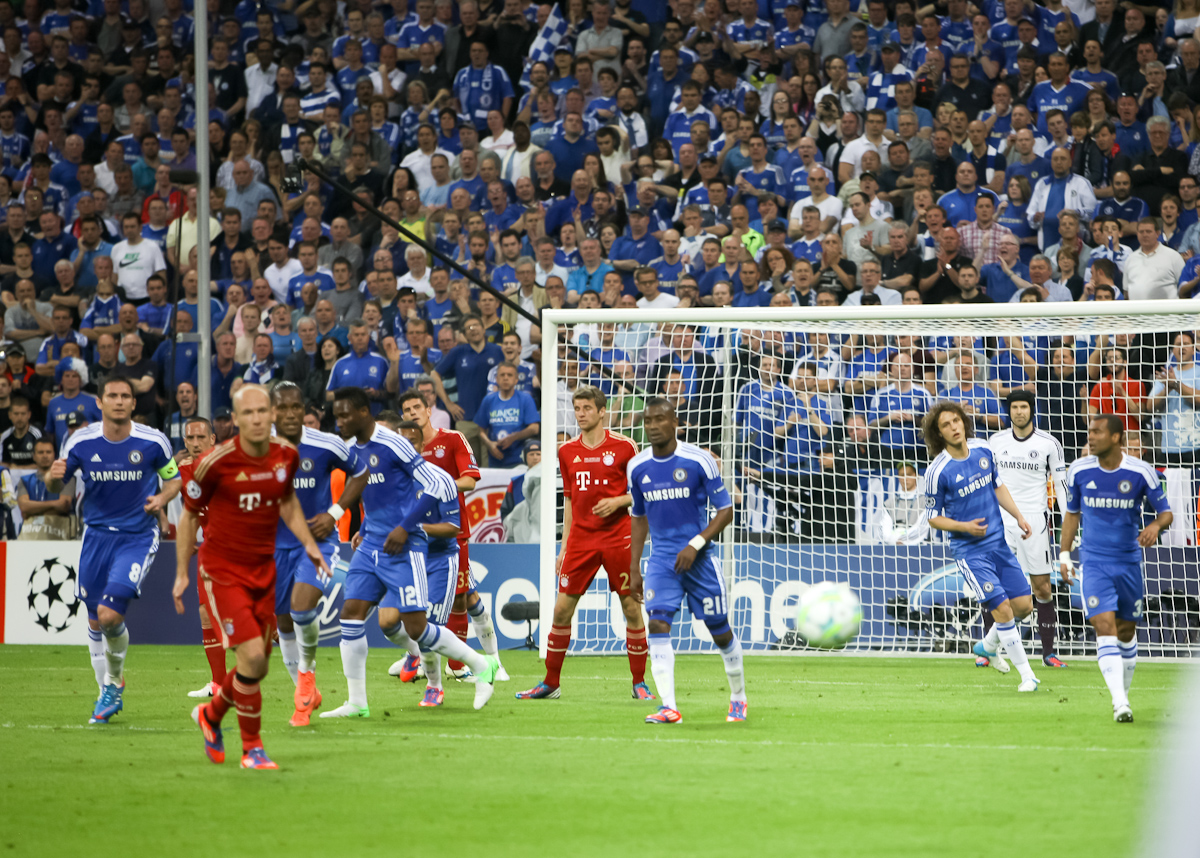
첼시 VS 바이에른 뮌헨.
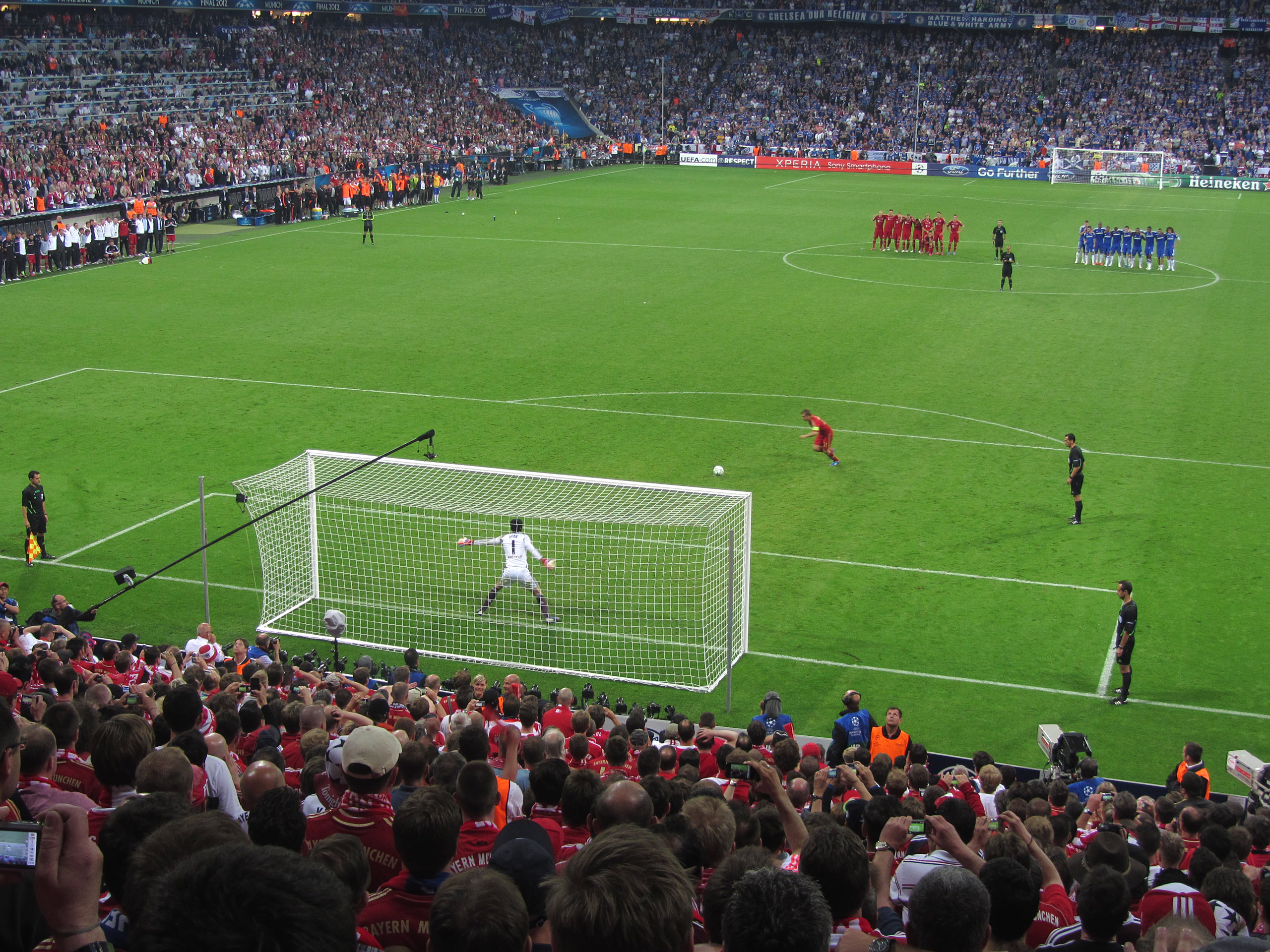
B. 뮌헨의 첫 번째 키커 필리프 람.
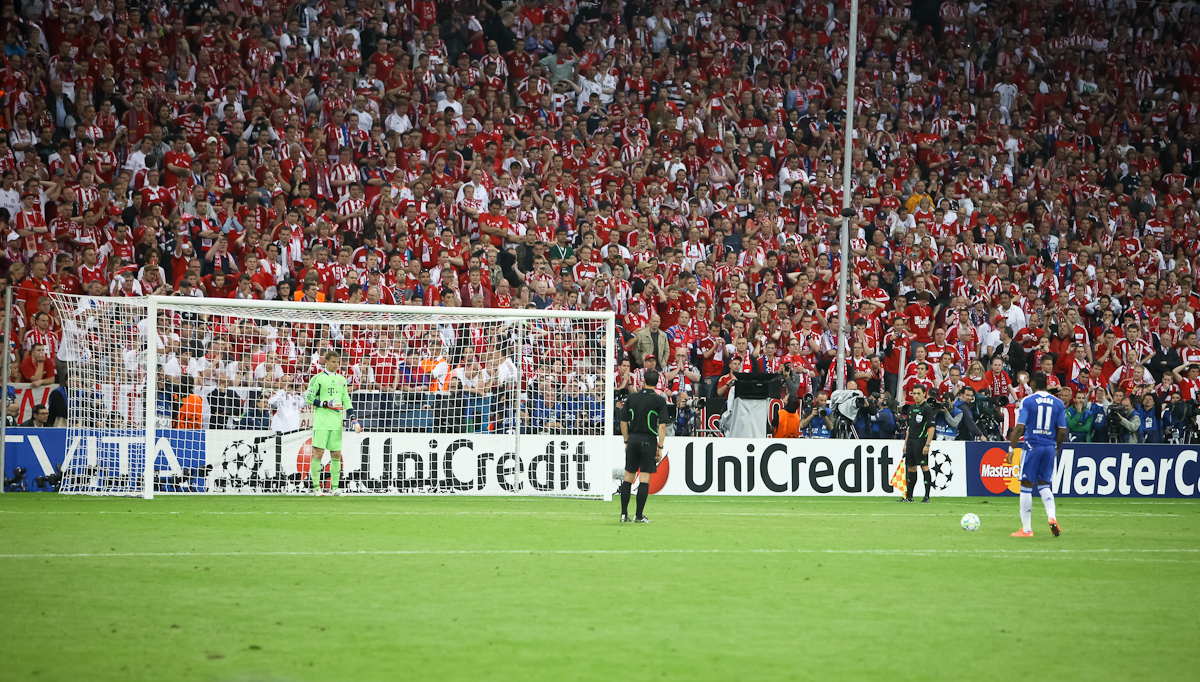
첼시의 5번째 키커 디디에 드로그바.
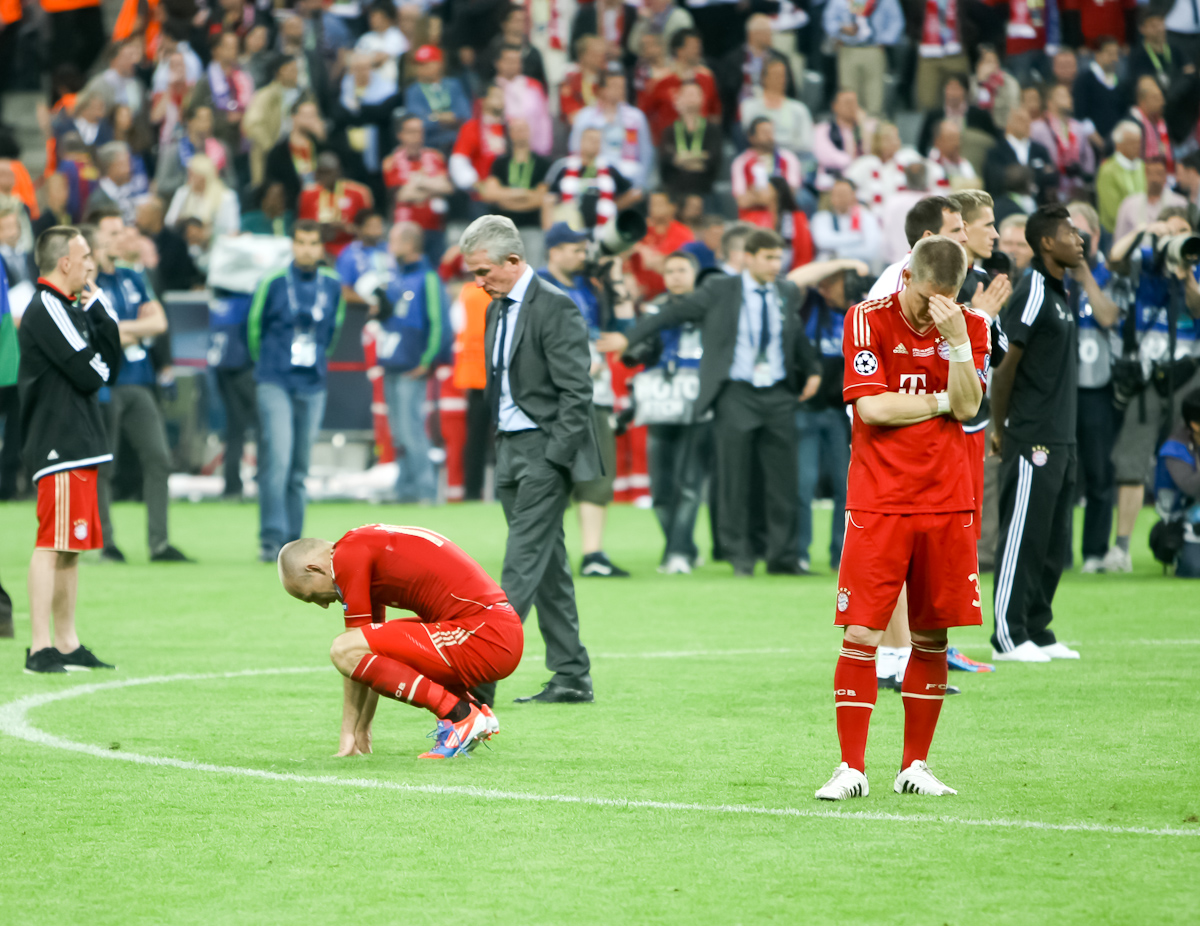
좌절한 바이에른 뮌헨의 선수들.
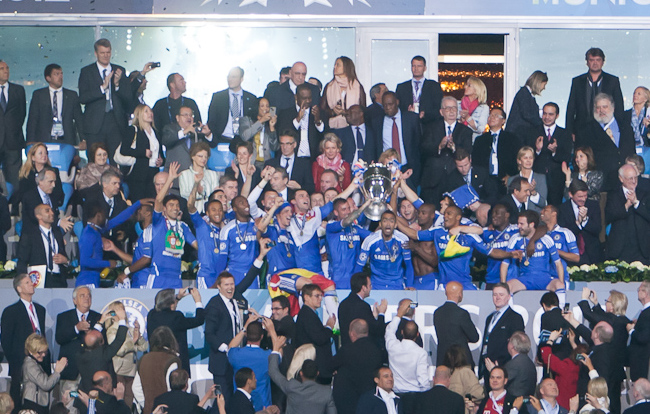
대회 첫 우승을 자축하는 첼시 선수진.
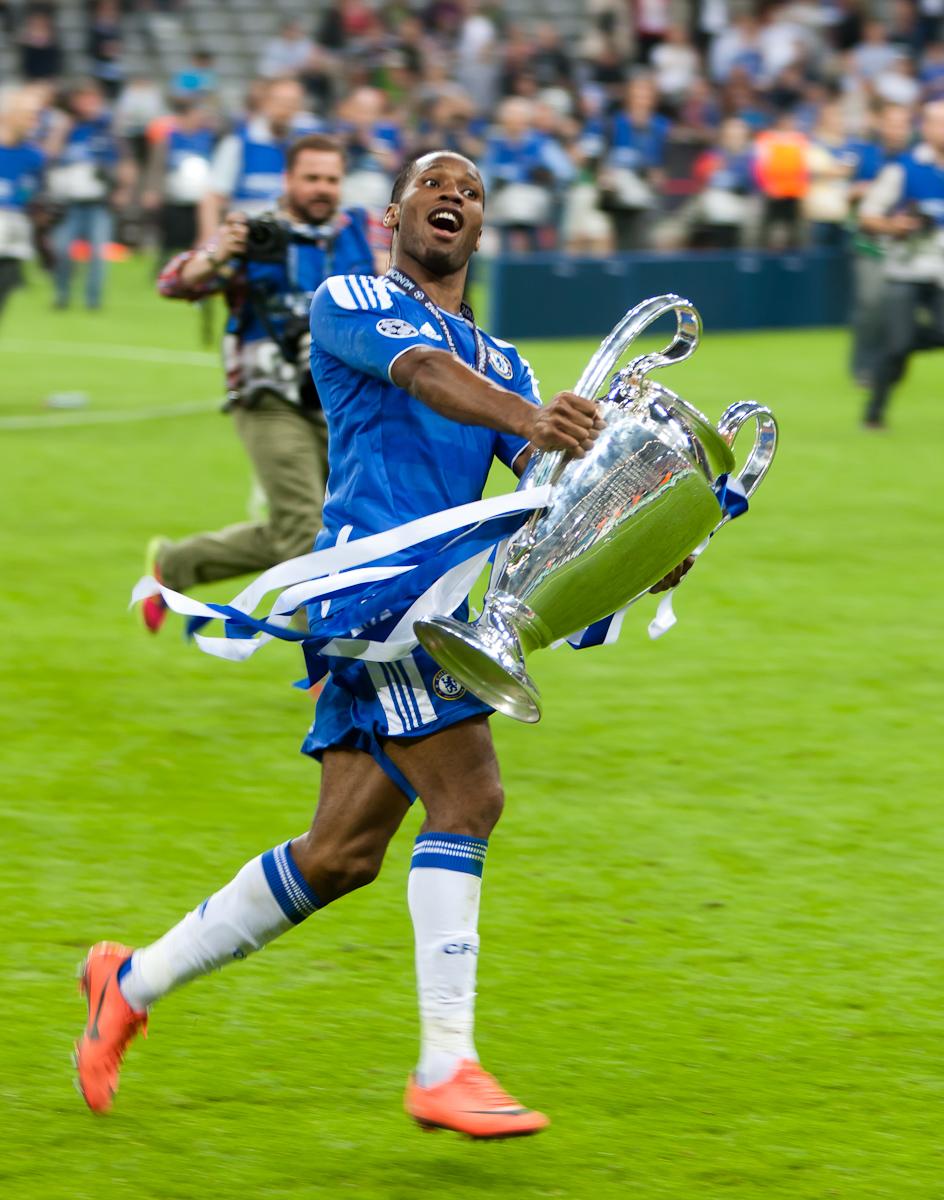
첼시의 디디에 드로그바가 UEFA 챔피언스리그 트로피 '빅 이어'를 들고 있다.

## 같이 보기
- 2011-12년 UEFA 챔피언스리그
- 2012 UEFA 유로파리그 결승전
- 2012년 UEFA 슈퍼컵
- 2012년 FIFA 클럽 월드컵